# Liste d'artistes de rock progressif
Ceci est une liste non exhaustive d'artistes et de groupes de rock progressif.
- Haut – A
- B
- C
- D
- E
- F
- G
- H
- I
- J
- K
- L
- M
- N
- O
- P
- Q
- R
- S
- T
- U
- V
- W
- X
- Y
- Z

## A
| After Crying             | Hongrie     |
| Airbag                   | Norvège     |
| The Alan Parsons Project | Royaume-Uni |
| Ame Son                  | France      |
| Ian Anderson             | Royaume-Uni |
| Jon Anderson,            | Royaume-Uni |
| Ange,                    | France      |
| Änglagård                | Suède       |
| Aphrodite's Child        | Grèce       |
| Argent                   | Royaume-Uni |
| Asia                     | Royaume-Uni |
| Atoll                    | France      |
| Atomic Rooster           | Royaume-Uni |
| Audio'm                  | France      |
| Artcane                  | France      |

## B
| Il Balletto di Bronzo     | Italie      |
| Banco del Mutuo Soccorso, | Italie      |
| Peter Banks               | Royaume-Uni |
| Tony Banks                | Royaume-Uni |
| Barclay James Harvest,    | Royaume-Uni |
| Barriemore Barlow,        | Royaume-Uni |
| Be Bop Deluxe             | Royaume-Uni |
| Bigelf                    | États-Unis  |
| Black Widow               | Royaume-Uni |
| Terry Bozzio              | États-Unis  |
| François Bréant           | France      |
| Bill Bruford,             | Royaume-Uni |
| Clive Bunker              | Royaume-Uni |

## C
| John Cale          | Royaume-Uni                  |
| Caligula's Horse   | Australie                    |
| Robert Calvert     | Afrique du Sud / Royaume-Uni |
| Camel,             | Royaume-Uni                  |
| Can                | Allemagne                    |
| CANO               | Canada                       |
| Caravan            | Royaume-Uni                  |
| Danny Carey        | États-Unis                   |
| Catapilla          | Royaume-Uni                  |
| Catharsis          | France                       |
| Cluster            | Allemagne                    |
| Coheed and Cambria | États-Unis                   |
| Vinnie Colaiuta    | États-Unis                   |
| Phil Collins,      | Royaume-Uni                  |
| Colosseum          | Royaume-Uni                  |
| Comus              | Royaume-Uni                  |
| Congreso           | Chili                        |
| Crack the Sky      | États-Unis                   |
| Curved Air,        | Royaume-Uni                  |

## D
| Christian Décamps | France     |
| Dennis DeYoung    | États-Unis |
| Dionysos          | Canada     |
| Dream Theater,    | États-Unis |

## E
| Egg                       | Royaume-Uni |
| Electric Light Orchestra, | Royaume-Uni |
| Eloy                      | Allemagne   |
| Emerson, Lake and Palmer, | Royaume-Uni |
| Keith Emerson,            | Royaume-Uni |
| Enneade                   | France      |
| Ekseption                 | Pays-Bas    |

## F
| Fairfield Parlour | Royaume-Uni |
| Family,           | Royaume-Uni |
| Fireballet        | États-Unis  |
| Fish              | Royaume-Uni |
| The Flower Kings  | Suède       |
| Focus,            | Pays-Bas    |
| Frágil            | Pérou       |
| Robert Fripp,     | Royaume-Uni |
| Fred Frith        | Royaume-Uni |

## G
| Peter Gabriel   | Royaume-Uni |
| Garolou         | Canada      |
| Gazpacho        | Norvège     |
| Genesis,        | Royaume-Uni |
| Gens de la Lune | France      |
| Gentle Giant,   | Royaume-Uni |
| Michael Giles   | Royaume-Uni |
| David Gilmour   | Royaume-Uni |
| Glass Hammer    | États-Unis  |
| Goblin          | Italie      |
| Gong,           | France      |
| Gravy Train     | Royaume-Uni |
| Guru Guru       | Allemagne   |

## H
| Steve Hackett          | Royaume-Uni |
| Peter Hammill          | Royaume-Uni |
| Happy the Man          | États-Unis  |
| Harmonium,             | Canada      |
| Gavin Harrison         | Royaume-Uni |
| Annie Haslam           | Royaume-Uni |
| Hatfield and the North | Royaume-Uni |
| Heldon                 | France      |
| Henry Cow,             | Royaume-Uni |
| High Tide              | Royaume-Uni |
| Steve Hillage          | Royaume-Uni |
| Allan Holdsworth       | Royaume-Uni |
| Roger Hodgson          | Royaume-Uni |
| Steve Howe,            | Royaume-Uni |

## J
| Jethro Tull, | Royaume-Uni |
| Eddie Jobson | Royaume-Uni |

## K
| Kansas,         | États-Unis  |
| Karnivool       | Australie   |
| Kayak           | Pays-Bas    |
| Tony Kaye       |             |
| King Crimson,   | Royaume-Uni |
| King's X        | États-Unis  |
| Klaatu,         | Canada      |
| Komintern       | France      |
| Krokus (débuts) | Suisse      |

## L
| Greg Lake                 | Royaume-Uni |
| Lard Free                 | France      |
| Lazuli                    | France      |
| Liquid Tension Experiment | États-Unis  |
| Locanda delle Fate        | Italie      |
| Lunatic Soul              | Pologne     |

## M
| Machiavel              | Belgique    |
| Magma,                 | France      |
| Mahavishnu Orchestra   | États-Unis  |
| Maneige,               | Canada      |
| Marillion,             | Royaume-Uni |
| The Mars Volta         | États-Unis  |
| Martin Circus          | France      |
| Mona Lisa              | France      |
| The Moody Blues,       | Royaume-Uni |
| Patrick Moraz          | Suisse      |
| Morse Code,            | Canada      |
| Neal Morse             | États-Unis  |
| Jonathan Mover         | États-Unis  |
| Moving Gelatine Plates | France      |
| The Musical Box        | Canada      |

## N
| National Health | Royaume-Uni             |
| Nektar,         | Royaume-Uni / Allemagne |
| The Nice        | Royaume-Uni             |
| Nucleus         | Royaume-Uni             |

## O
| Octobre,      | Canada      |
| Mike Oldfield | Royaume-Uni |
| Opeth         | Suède       |
| Le Orme,      | Italie      |

## P
| David Paich                      | États-Unis  |
| Pallas                           | Royaume-Uni |
| Carl Palmer,                     | Royaume-Uni |
| Alan Parsons                     | Royaume-Uni |
| Pavlov's Dog                     | États-Unis  |
| Neil Peart,                      | Canada      |
| Mike Pinder                      | Royaume-Uni |
| The Pineapple Thief              | Royaume-Uni |
| Richard Pinhas                   | France      |
| Pink Floyd                       | Royaume-Uni |
| Steve Porcaro                    | États-Unis  |
| Porcupine Tree                   | Royaume-Uni |
| Mike Portnoy                     | États-Unis  |
| Premiata Forneria Marconi (PFM), | Italie      |
| Procol Harum,                    | Royaume-Uni |
| Pulsar                           | France      |

## Q
| Quiet Sun    | Royaume-Uni |
| Quintessence | Royaume-Uni |

## R
| Red Noise             | France      |
| Refugee               | Royaume-Uni |
| Renaissance,          | Royaume-Uni |
| Riverside             | Pologne     |
| The Robin Trower Band | Royaume-Uni |
| RPWL                  | Allemagne   |
| Todd Rundgren         | États-Unis  |
| Ruins                 | Japon       |
| Rush,                 | Canada      |
| Mike Rutherford       | Royaume-Uni |

## S
| Saga             | Canada      |
| Ton Scherpenzeel | Pays-Bas    |
| Skin Alley       | Royaume-Uni |
| Soft Machine,    | Royaume-Uni |
| Solaris          | Hongrie     |
| Spock's Beard,   | États-Unis  |
| Spooky Tooth     | Royaume-Uni |
| Chris Squire     | Royaume-Uni |
| Dave Stewart     | Royaume-Uni |
| Styx             | États-Unis  |
| Supertramp       | Royaume-Uni |

## T
| Taï Phong       | France      |
| Tangerine Dream | Allemagne   |
| Jon Theodore    | États-Unis  |
| Tool            | États-Unis  |
| Tortoise        | États-Unis  |
| Traffic         | Royaume-Uni |
| Transatlantic   | États-Unis  |
| Triangle        | France      |
| Triumvirat      | Allemagne   |
| Troyka          | Canada      |

## U
| UK,          | Royaume-Uni |
| Univers Zéro | Belgique    |
| Unitopia     | Australie   |
| Utopia,      | États-Unis  |

## V
| Van der Graaf Generator, | Royaume-Uni |

## W
| Adam Wakeman       |             |
| Oliver Wakeman     |             |
| Rick Wakeman,      | Royaume-Uni |
| Wallace Collection | Belgique    |
| Steve Walsh        | États-Unis  |
| Roger Waters       | Royaume-Uni |
| Wigwam             | Finlande    |
| Steven Wilson      | Royaume-Uni |
| Wishbone Ash       | Royaume-Uni |
| Eric Woolfson      | Royaume-Uni |
| Robert Wyatt       | Royaume-Uni |

## Y
| Yes, | Royaume-Uni |

## Z
| Zoo | France |